# Mata de Lobos
Mata de Lobos is een plaats (freguesia) in de Portugese gemeente Figueira de Castelo Rodrigo en telt 496 inwoners (2001).